# داگلاس همیلتون کاکرین
داگلاس همیلتون کاکرین (انگلیسی: Douglas Cochrane, 12th Earl of Dundonald; ۲۹ اکتبر ۱۸۵۲ – ۱۲ آوریل ۱۹۳۵) نظامی و سیاست‌مدار اهل بریتانیا بود.